# سوق الخواجات (القدس)
سوق الخواجات، هو أحد الأسواق الواقعة داخل أسوار البلدة القديمة لمدينة القدس. ويعرف أيضاً بسوق التجار أو سوق الصاغة أو السوق الشرقي، يقع قرب تقاطع المحورين الرئيسيين في البلدة القديمة، حيث يُعتبر جزءا مما يُسمى «السوق الثلاثي» الذي يشمل كل من سوق اللحامين، سوق العطارين، وسوق الخواجات. وكانت سابقا تشتهر ببيع الذهب، لهذا اكتسبت اسمها سوق الصاغة أو الخواجات لأن الصياغ كانوا من غير المسلمين. وبعد انتقال الصياغ الى سوق الدباغة خلال القرن العشرين اقتصر السوق على بيع الأقمشة  ويشتهر بالمحلات التي تحيك الملابس التراثية القديمة مثل القمباز والعباءات. و نتيجة الزلزال الذي أصاب القدس عام 1927 تدمر الجزء الشمالي من السوق، وبذلك تراجع طوله من 541 متراً لنحو 57 متراً، حيث تم إغلاق الجزء المتهدم وتحول إلى خرابة لعدم ترميمه للآن.